# Crypturellus cinereus
A Crypturellus cinereus a tinamualakúak (Tinamiformes) rendjébe, ezen belül a tinamufélék (Tinamidae) családjába tartozó faj.

## Rendszerezése
A fajt Johann Friedrich Gmelin német természettudós írta le 1789-ben, a Tetrao nembe Tetrao cinereus néven.

## Előfordulása
Bolívia, Brazília, Kolumbia, Ecuador, Francia Guyana, Guyana, Peru, Suriname és Venezuela területén honos. A természetes élőhelye szubtrópusi és trópusi síkvidéki esőerdők és mocsári erdők, valamint nedves cserjések. Nem vonuló faj.

## Megjelenése
Testhossza 32 centiméter. Teste füstös-szürke színű.

## Életmódja
Tápláléka évszaktól függő, de általában növényeket fogyaszt. Nyáron gyümölcsöket, magvakat, valamint kis gerincteleneket fogyaszt, míg télen magvakat és bogyókat gyűjt a földről.

## Szaporodása
Fészkét földre építi, fészekalja 2 lila tojásból áll.

## Természetvédelmi helyzete
Az elterjedési területe rendkívül nagy, egyedszáma viszont csökken, de még nem éri el a kritikus szintet. A Természetvédelmi Világszövetség Vörös listáján nem fenyegetett fajként szerepel.